# Club Atlético Talleres (Tafí Viejo)
El Club Atlético Talleres es un club deportivo argentino fundado el 30 de octubre de 1915 en la ciudad de Tafí Viejo, Tucumán. El club tiene como actividades principales al Fútbol y al Básquet, en el cual es muy destacado, pero también se practican otros deportes, como el Tenis, entre otros. Esta afiliado a la Liga Tucumana de Fútbol. Actualmente participa en la Liga Federal de Básquetbol.
Su estadio de fútbol se ubica en la calle 24 de septiembre y Exequiel Bravo y su estadio de básquet en la avenida Sáez Peña 102.

## Historia

### Fundación y primeros pasos
La ciudad de Tafí Viejo creció exponencialmente con los Talleres ferroviarios de Tafí Viejo, lo que trajo un gran movimiento y vida a la ciudad. Es así que los obreros y pobladores de la zona deciden fundar, el 30 de octubre de 1915, el Club Atlético Talleres Central Norte, con Otello Mordibelli como primer presidente. En 1917 cambia su nombre a Club Atlético Talleres y Biblioteca Marco Avellaneda, al fusionarse con la biblioteca Marco Avellaneda.
Desde su fundación club se adhiere a la Liga Tucumana de Football, teniendo grandes actuaciones que terminaron en subcampeonatos y coronándose campeón en 1921.

### Federación Tucumana
En 1922 se afilió a la Federación Tucumana de Fútbol y en 1924 jugó un desempate con Atlético Tucumán para definir al campeón, pero terminaría cayendo ante el decano. En 1931 se coronó campeón de la Copa Competencia.

### Abandono de la federación
En 1932 abandona la Federación Tucumana y se suma a la Asociación Cultural de Football, sin embargo estaría solamente un año en ésta. En 1933 se afilia a la Liga Taficeña, dicha liga en 1968 se adhirió a la Federación Tucumana, por lo que Talleres volvió al principal torneo de la provincia.

## Básquet
Talleres fue uno de los clubes fundadores de la Federación Tucumana de Basketball en 1929. El club obtuvo varios títulos y además se destaca por la formación de jugadores.

## Clásico
Su clásico rival es Villa Mitre, con quien disputa el Clásico de Tafí Viejo.

## Sedes e infraestructura
Talleres cuenta con 2 sedes: la primera es su estadio de fútbol, y la segunda es su estadio de básquet, en donde también hay canchas de tenis y una piscina de natación.

## Colores
Su uniforme es camiseta negra y amarilla, inspirados en los talleres de los ferrocarriles.

## Palmarés
| Torneos locales oficiales | Torneos locales oficiales |
| Competición               | Títulos                   |
| ------------------------- | ------------------------- |
| Competencia - FTF         | 1931.                     |
| Liga Tucamana de Football | 1921.                     |